# Collix leuciota
Collix leuciota är en fjärilsart som beskrevs av Louis Beethoven Prout 1924. Collix leuciota ingår i släktet Collix och familjen mätare. Inga underarter finns listade i Catalogue of Life.